# Chrysopogon brunnipes
Chrysopogon brunnipes är en tvåvingeart som beskrevs av Clements 1985. Chrysopogon brunnipes ingår i släktet Chrysopogon och familjen rovflugor. Inga underarter finns listade i Catalogue of Life.